# Febronianism
Febronianism var en romersk-katolsk kyrkorättslig uppfattning i Tyskland under 1700-talets senare hälft.
Febronianismen är uppkallad efter Justinus Febronius, en pseudonym som användes av den katolske hjälpbiskopen av Trier, Johann Nikolaus von Hontheim. von Hontheim utgav 1763 skriften De statu ecclesiae et legitima potestate Romani pontificis, som förespråkar en tysk nationalkyrka oavhängig av påven. Febronianismen är i mångt och mycket en tysk motsvarighet till den franska gallikanismen.